# Merops superciliosus
Il gruccione del Madagascar (Merops superciliosus Linnaeus, 1766), noto anche come gruccione di Persia o gruccione egiziano, è un uccello della famiglia Meropidae, diffuso nell'Africa subsahariana.

## Descrizione
È molto simile al gruccione comune (Merops apiaster), da cui differisce per le dimensioni leggermente maggiori (24-26 cm di lunghezza) e la colorazione verde oliva sulla maggior parte del corpo.

## Biologia

### Alimentazione
È una specie insettivora che si nutre di api, vespe, calabroni e, soprattutto, libellule, che cattura in volo lanciandosi da un posatoio.

### Riproduzione
È una specie monogama. Costruisce il nido in cavità scavate negli argini sabbiosi; la femmina depone da 4 a 8 uova, della cui cova si occupano entrambi i genitori.

## Distribuzione e habitat
La specie ha un ampio areale che comprende Angola, Botswana, Burundi, Comore, Eritrea, Etiopia, Gibuti, Kenya, Madagascar, Malawi, Mayotte, Mozambico, Namibia, Repubblica Democratica del Congo, Ruanda, Somalia, Sudan del Sud, Sudan, Tanzania, Uganda, Zambia e Zimbabwe

## Tassonomia
Dati molecolari collocano Merops superciliosus in un clade di cui fanno parte Merops philippinus, Merops persicus, Merops apiaster e Merops ornatus.
Sono riconosciute le seguenti sottospecie:
- Merops superciliosus superciliosus Linnaeus, 1766
- Merops superciliosus alternans Clancey, 1971